# グラム (ファッションブランド)
グラム (glamb) は、日本のファッションデザイナー、古谷完が2003年に発表した株式会社Laugh Valleyのファッションブランド。ブランドコンセプトは「grunge for luxury」。

## 概要
本社・旗艦店は東京都渋谷区神宮前。裏原宿シーンの第三世代に位置するブランドとして、2003年に中目黒にて立ち上げられる。多くのファッションブランドが春夏、秋冬をベースに年2回のコレクションを発表するのに対し、年4回のコレクション展開を行っている。ブランド名は、すばらしい刺激やうっとりするような魅力を意味する英単語glamourの略語となるglamに、神を意味するgと羊を意味するlambをかけあわせた造語。2010年には鎌谷徹太郎や高木こずえ、長谷川順をはじめとする12名の日本国内の若手現代アーティストとコラボレートするTシャツプロジェクト、「12 Emerging Artists」を発表した。

## コレクションテーマ
PARADOX OF THE WORLD
2006 Autumn/Winter
MIND FREE
2007 Spring
from Eden
2007 Summer
VAGUE NOSTALGIA
2007 Autumn/Winter
Ever Green
2008 Spring/Summer
Fragility
2008 Autumn/Winter
Flash Back
2009 Spring/Summer
Velvet Tramp
2009 Autumn/Winter
Life Blooms
2010 Spring
All the young Fakes
2010 Summer
Wonderland
2010 Autumn

## コラボレーション
- アシッドマン
- カンゴール
- レイバン
- グローバーオール
- ディッキーズ
- 天童木工
- リサ・ラーソン
- 西島隆弘